# Steve Reinsfield
Steven Emmett "„Steve”" Reinsfield (ur. 19 kwietnia 1963 w Auckland) – nowozelandzki zapaśnik walczący w stylu wolnym. Olimpijczyk z Seulu 1988, gdzie zajął 22. miejsce w wadze piórkowej.
Zajął dziewiąte miejsce na mistrzostwach świata w 1982; 22. miejsce w 1987; 23. miejsce w 1991. Zdobył trzy medale na mistrzostwach Oceanii w latach 1986 – 1992. Srebrny medalista igrzysk Wspólnoty Narodów w 1982 i 1986 roku.
Jego brat Ken Reinsfield, był także zapaśnikiem i olimpijczykiem z Los Angeles 1984.

## Letnie Igrzyska Olimpijskie 1988
| Konkurencja | Rundy eliminacyjne    | Rundy eliminacyjne       | Klas. końcowa |
| Konkurencja | Przeciwnik I          | Przeciwnik II            | Miejsce       |
| ----------- | --------------------- | ------------------------ | ------------- |
| -62 kg      | Karsten Polky (DDR) P | Stepan Sarkisjan (URS) P | 22.           |